# Konstanty Borzęcki
Konstanty Borzęcki (także Mustafa Dżelaleddin-Pasza, Mustafa Celaleddin Pasza, ur. 10 kwietnia 1826 we wsi Modrzewiec, powiat piotrkowski, zm. 11 października 1876) – powstaniec wielkopolski 1848 roku, oficer armii osmańskiej, strateg, pisarz, kartograf i malarz.

## Życiorys
Urodził się w rodzinie Wincentego i Marii z Kurczewskich. Ukończył piotrkowskie gimnazjum i wstąpił na warszawską Szkołę Sztuk Pięknych. Po dwóch latach wstąpił do seminarium duchownego we Włocławku, skąd odszedł po roku by wziąć udział w powstaniu wielkopolskim 1848 roku. Po jego upadku ujawnił się i był więziony przez władze pruskie w twierdzy kostrzyńskiej i w Magdeburgu. Ostatecznie udało mu się wyjechać najpierw do Francji, gdzie znalazł się w kręgu Hotelu Lambert. Z jego misją wyjechał do Turcji, gdzie w 1849 przyjął islam oraz nowe nazwisko Mustafa Dżelaleddin, co pozwalało mu uzyskać stopień oficerski w armii osmańskiej.
Został kapitanem wojsk inżynieryjnych, oficerem przy sztabie generalnym i naczelnikiem działu kartograficznego. Uzyskał tytuł paszy, a karierę wojskową zakończył w stopniu generała majora.
W służbie osmańskiej brał udział w rozlicznych wojnach z Imperium Rosyjskim, m.in. wojnie krymskiej oraz w tłumieniu powstań narodowowyzwoleńczych Greków i Czarnogórców.
To w walkach z powstańcami czarnogórskimi został ranny w brzuch pod Novym Selem 9 października 1876 i zmarł 2 dni później w szpitalu w Spužu, gdzie jego ciało zostało złożone na dziedzińcu meczetu.

## Znaczenie
Jest zaliczany do grona „ojców nowoczesnego tureckiego patriotyzmu”. Jego napisana po francusku książka Turcy dawni i współcześni (fr. Le Turcs anciens et modernes) wydana najpierw w Stambule, a wkrótce także w Paryżu wywarła znaczny wpływ na turecki ruch narodowy. Powstawała w czasie, gdy Mustafa popadł w niełaskę na dworze sułtańskim razem ze swym teściem Omerem Paszą. W muzeum-mauzoleum Atatürka przechowywany jest prywatny egzemplarz paryskiego wydania należący do Kemala z rozlicznymi, odręcznymi komentarzami tureckiego prezydenta.
Borzęcki w książce podkreślał piękno języka tureckiego, proponował przejście na alfabet łaciński oraz sekularyzację kultury tureckiej.
Choć poprawnie wywodził ludy tureckie z głębi Azji, postawił także szereg nienaukowych teorii odnośnie ich pochodzenia i historii, określając je m.in. mianem Turkoaryjczyków. Zaliczał do ich grona np. Etrusków oraz doszukiwał się podobieństw tureckiego do łaciny. Jego książka stała się przyczynkiem do rozwoju ideologii panturkizmu.
W swoich raportach występował przeciwko wpływom rosyjskim w Porcie. Gdy popadł w niełaskę w 1871 roku, ówczesny ambasador rosyjski w Istambule, Nikołaj Ignatjew z zadowoleniem raportował o tym carowi.

## Życie prywatne
W Turcji ożenił się z Saffet Hanım, jedyną córką Omera Paszy, serbskiego generała w służbie sułtańskiej. Para miała syna, Hasana Envera.
O randze Borzęckiego wśród Turków świadczy to, że za jego potomka podawał się Nâzım Hikmet Ran, turecki poeta i nowelista. W rzeczywistości prawnuczką generała była partnerka życiowa poety, Münevver.
Jego krewną poprzez matkę była malarka Bronisława Rychter-Janowska.